# Хьюитт, Патрисия
Патрисия Хоуп Хьюитт (англ. Patricia Hope Hewitt; 2 декабря 1948, Канберра, Австралия) — британский политик-лейборист.

## Биография
Дочь сэра Ленокса Хьюитта, ведущего государственного служащего в канцелярии премьер-министра Австралии. Образование получила в Девичьей гимназии Канберры и Австралийском национальном университете. Продолжила обучение в Кембриджском и Оксфордском университетах. В 1981 году вышла замуж за адвоката Уильяма Бертлза, с которым имеет дочь (род. 1986) и сына (род. 1988). В 1971 году начала работать в отделе по связям с общественностью Age Concern. В 1973 году стала членом Национального совета гражданских свобод Великобритании, где занималась правами женщин. В 70-х годах присоединилась к Лейбористской партии.
Хьюитт была связана с левым крылом партии и принадлежала к последователям Тони Бенна. В 1981 году она публично осудила левых лейбористов, которые не голосовали за Бенна на должность заместителя лидера партии во время выборов, что позволило победить Денису Хили. В 1983 году Хьюитт пыталась стать членом парламента, после поражения была пресс-секретарем лидера Лейбористской партии Нила Киннока. В Палату общин была впервые избрана в 1997 году.
В 1998 году она стала членом правительства в качестве Экономического секретаря Казначейства. В 1999 году была назначена Государственным министром в Министерстве торговли и промышленности, отвечала за малое предпринимательство и электронную коммерцию. После выборов в 2001 году Хьюитт стала Министром торговли и промышленности, она также была назначена членом Тайного совета. В мае 2005 года возглавила Министерство здравоохранения, на этой должности стала известна сторонником полного запрета на курение в общественных местах (который в конечном итоге стал законом 1 июля 2007). Она также стремилась ввести медицинскую подготовку Application Service для молодых врачей, проект внедрения этой системы был подвергнут критике со стороны оппозиции и медицинской среды (Консервативная партия даже выразила вотум недоверия Хьюитт, но без результата).
Хьюитт занимала эту должность до конца премьерства Тони Блэра. Новый премьер-министр Гордон Браун, который вступил в должность в июне 2007 года, не назначил её на любую министерскую должность. Она покинула парламент в 2010 году.